# Omiodes
Omiodes é um gênero de mariposa pertencente à família Crambidae.